# Arkéa–B&B Hotels
Arkéa–B&B Hotels este o echipă de ciclism UCI ProTeam cu sediul în Rennes, Franța, care participă la cursele UCI World Tour. Echipa a fost fondată în 2005.